# Kathedrale von Oloron

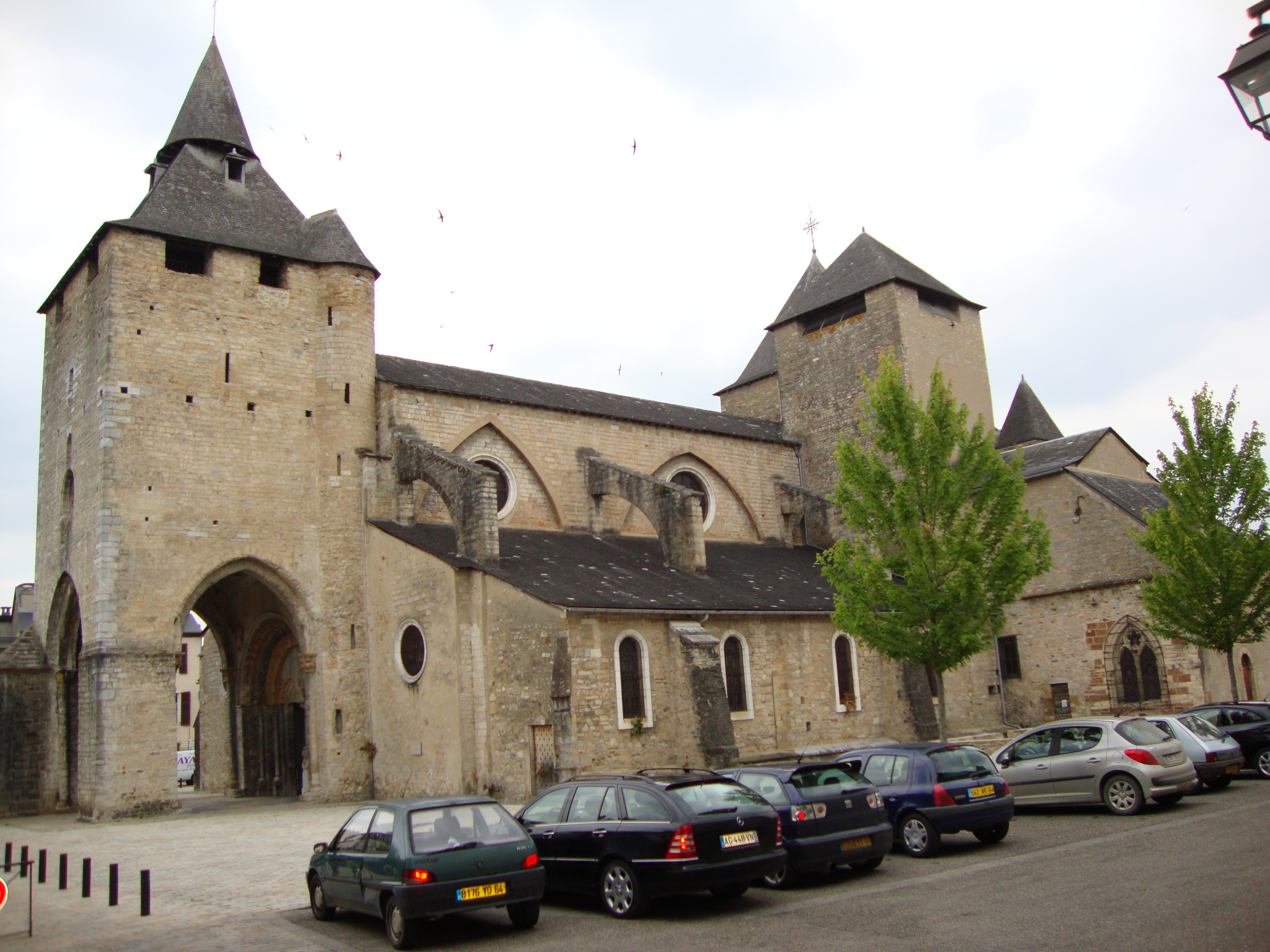
Portalturm, Langhaus und Vierungsturm der Kathedrale von Oloron

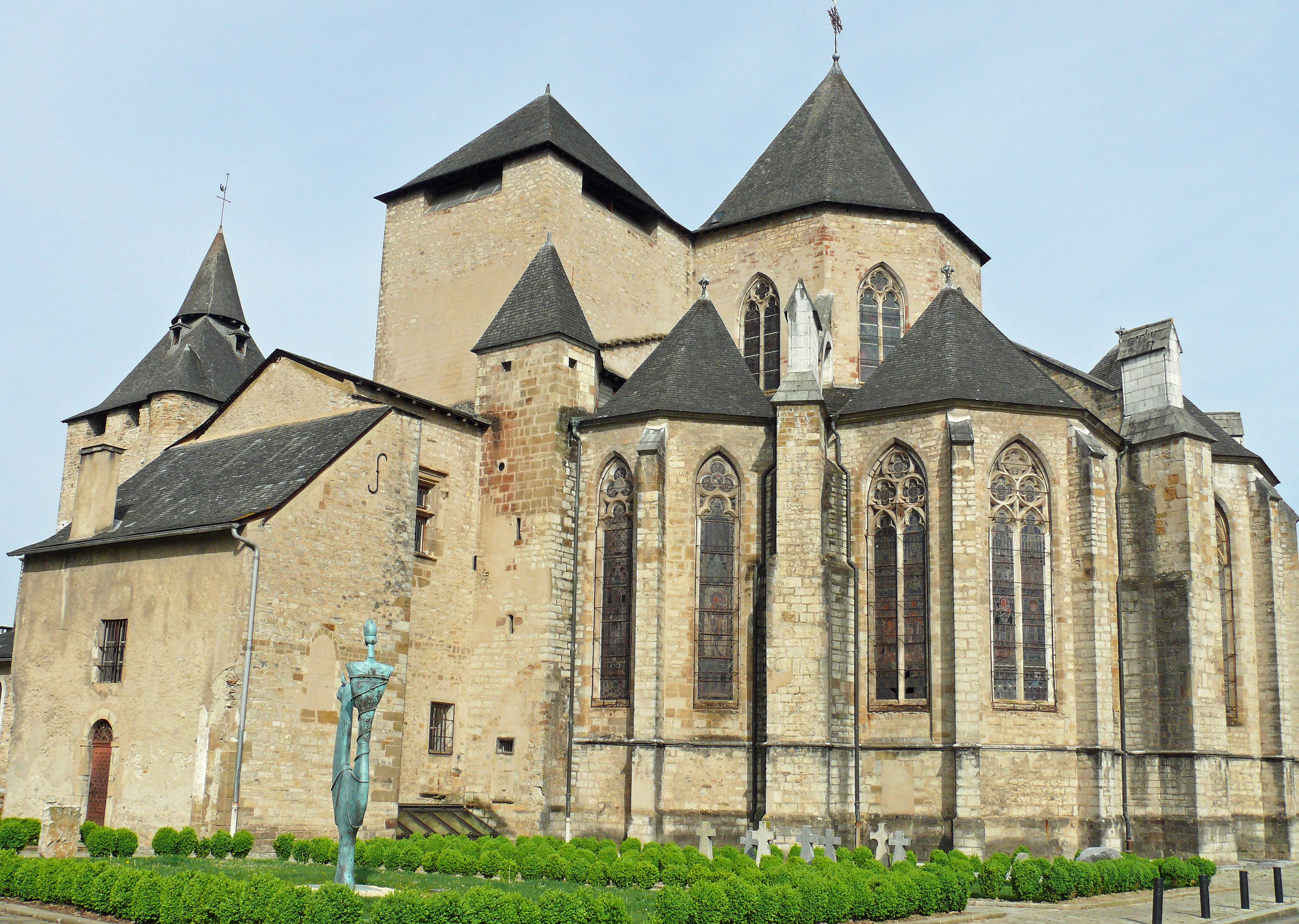
Chorpartie

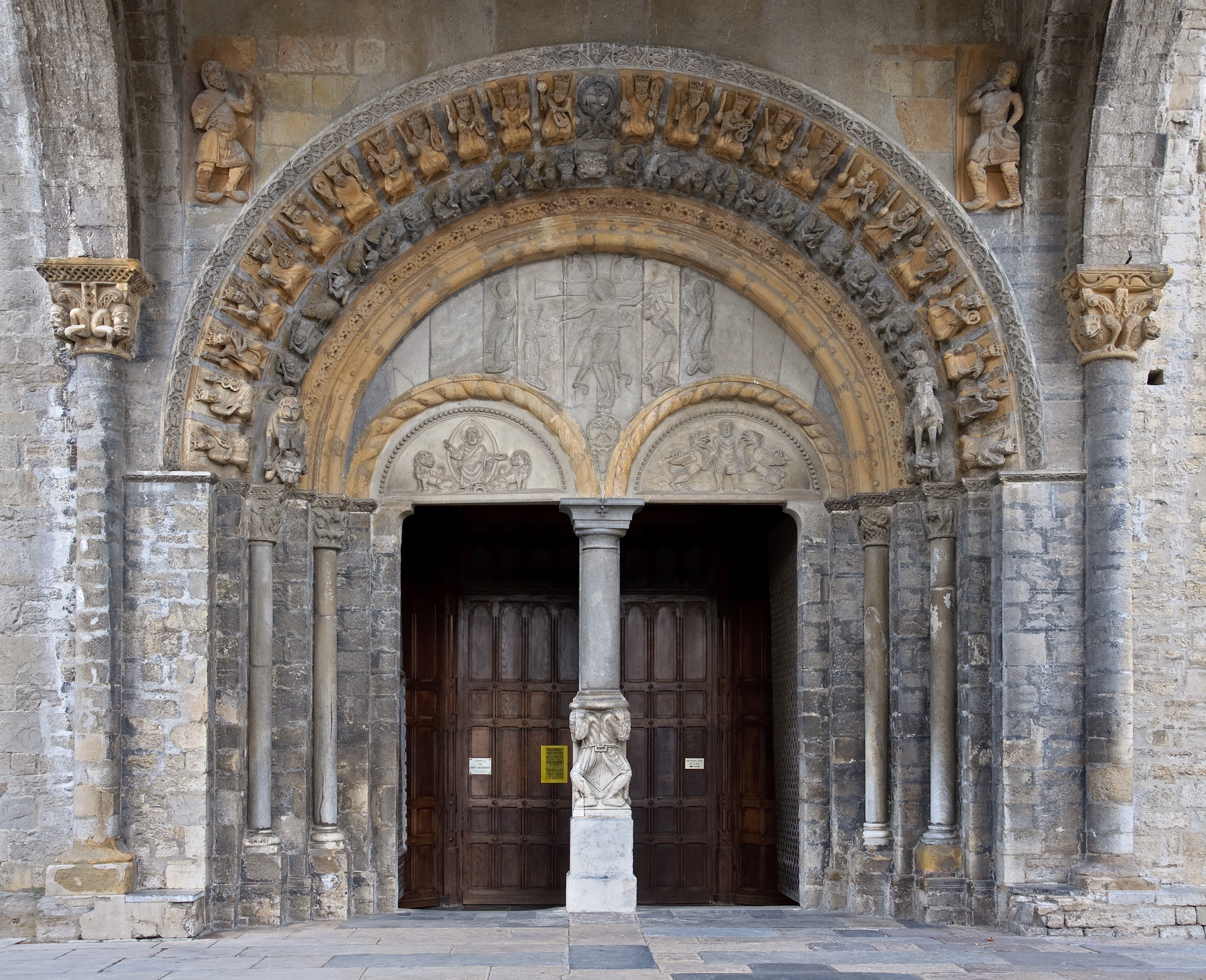
Romanisches Portal

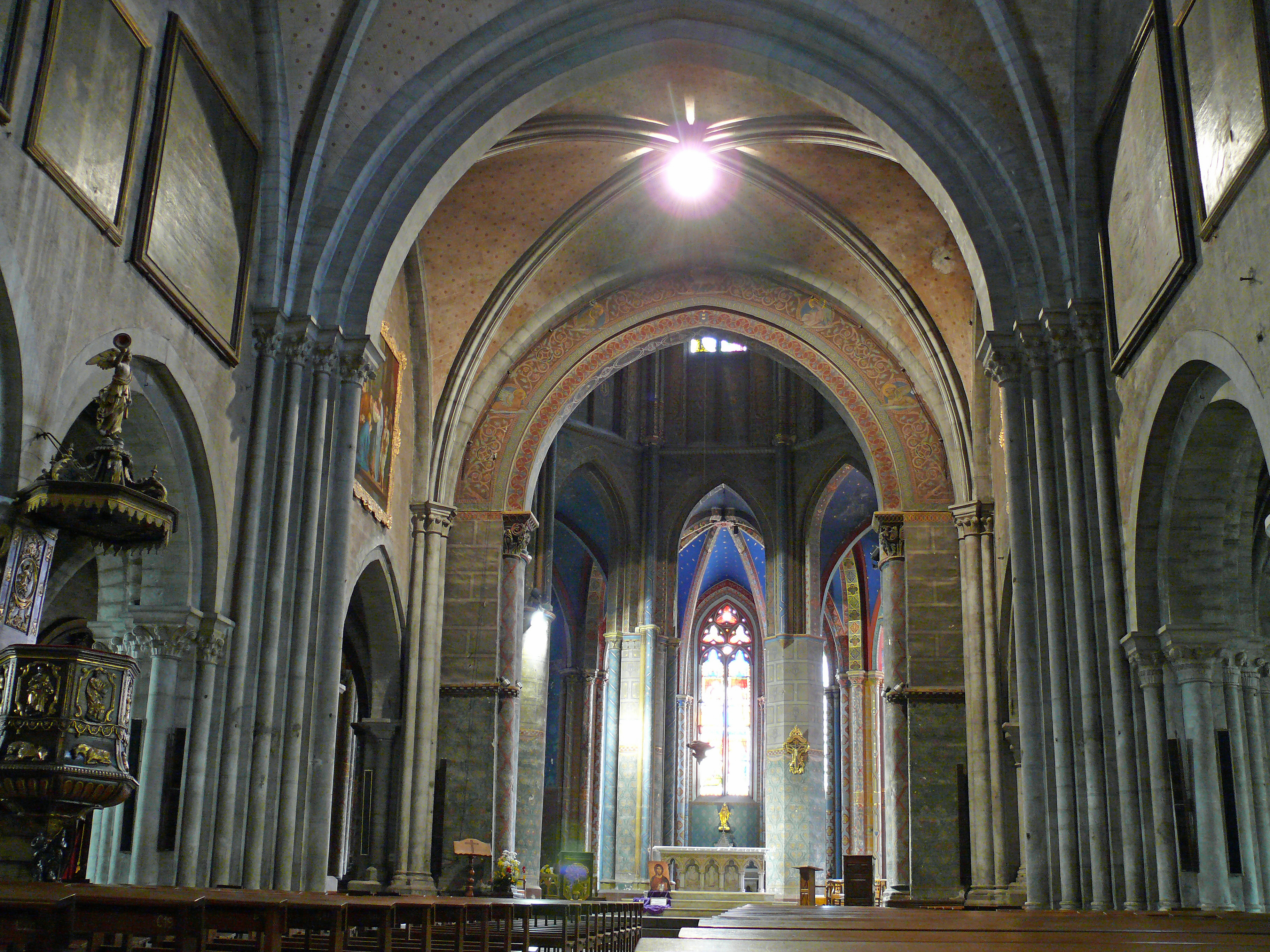
Kirchenschiff und Chor

Die der Jungfrau Maria geweihte Kathedrale von Oloron befindet sich in der südwestfranzösischen Kleinstadt Oloron-Ste-Marie am Fuße der Pyrenäen. Die am Jakobsweg gelegene ehemalige Bischofskirche war der Sitz des während der Französischen Revolution erloschenen Bistums Oloron. Der überwiegend gotische Kirchenbau besitzt noch ein großartiges romanisches Portal und ist seit dem Jahr 1939 als Monument historique anerkannt; gleichzeitig gehört er seit dem Jahr 1998 als Teil der Jakobswege zum UNESCO-Weltkulturerbe.

## Geschichte
Das spätestens im 6. Jahrhundert gegründete Bistum Oloron war nach der Landnahme durch die Basken (um 570) lange Zeit verwaist; erst ab dem Jahr 1056 gab es wieder regelmäßig einen Bischof. Der Bau der heutigen Kathedrale wurde im Jahr 1102 vom Vizegrafen Gaston IV. von Béarn in Auftrag gegeben, doch bereits wenige Jahre später geriet Oloron als Priorat unter die Oberherrschaft der Abtei Cluny in Burgund. Der letzte amtierende Bischof starb im Jahr 1793. Infolge des zwischen Napoleon Bonaparte und dem Heiligen Stuhl geschlossenen Konkordats von 1801 wurde das Bistum aufgelöst.

## Lage
Die Kathedrale liegt auf dem Westufer der Gave d’Aspe etwa 1 km südwestlich des Stadtzentrums in einer Höhe von etwa 225 m.

## Architektur
Die einschiffige ehemalige Kathedrale entstand im Wesentlichen in zwei Bauabschnitten: Von der Kirche des 12. Jahrhunderts ist noch das großartige romanische Portal erhalten, welches von einem im Erdgeschoss nach drei Seiten offenen, zum Wehrturm ausgebauten, Stelzenturm vor Witterungseinflüssen geschützt wird. Das Langhaus zeigt sowohl romanische als auch gotische Teile. Die Chorpartie hingegen zeigt klare Einflüsse der eigentlich im Norden Frankreichs beheimateten Spätgotik, was vor allem am Vierungsturm und in der Gesamtkomposition der Apsiden mit ihren Maßwerkfenstern deutlich wird.

## Ausstattung
Zur Ausstattung gehören die Orgel, die Kanzel (chaire) sowie zahlreiche Ölgemälde. Die meisten Glasfenster stammen aus dem 19. Jahrhundert; einige wenige entstanden im 16. Jahrhundert.

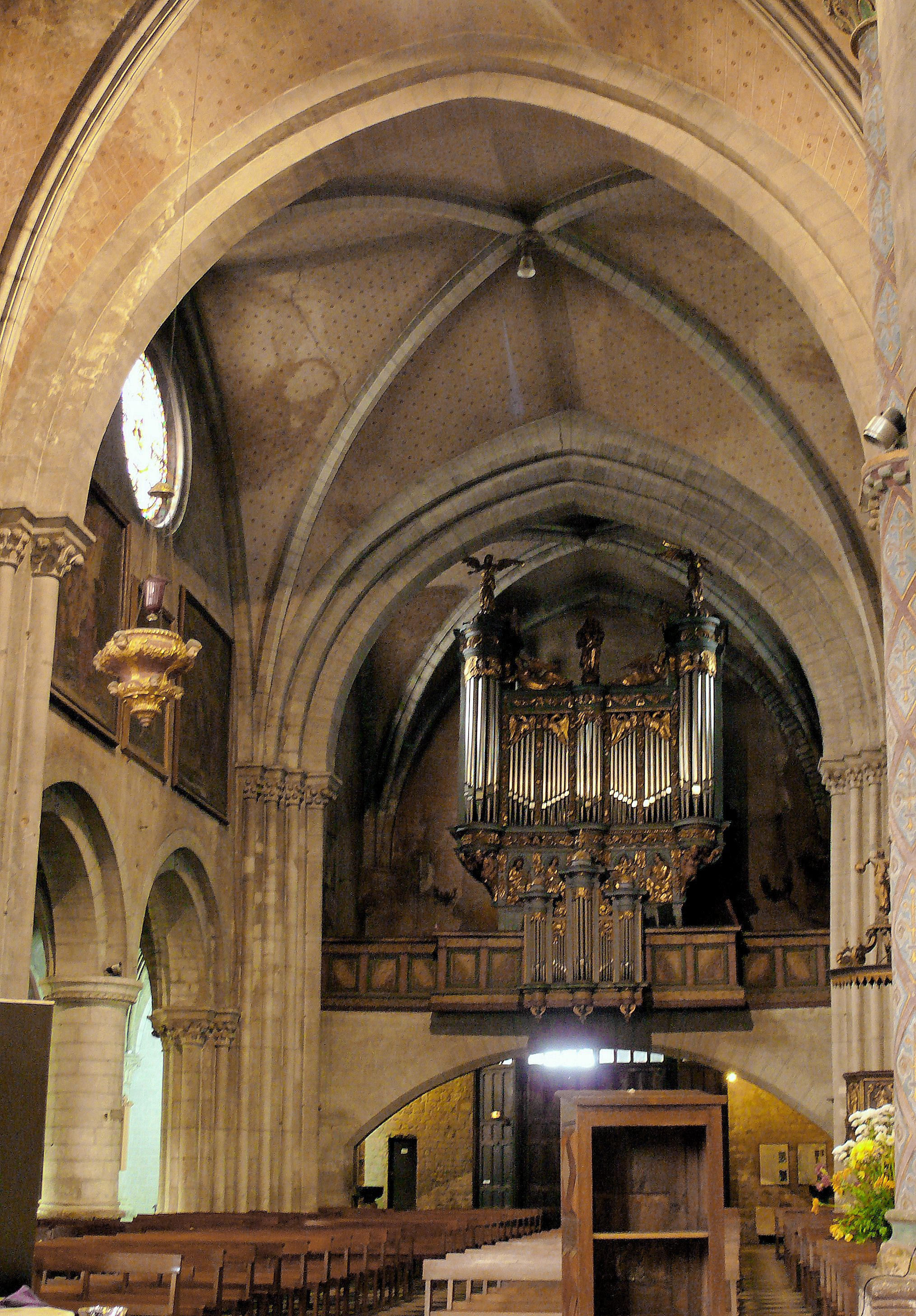
Orgel
Die ursprüngliche Orgel stammte aus dem Jahr 1650. Während der französischen Revolution ging sie weitgehend verloren. 1870 baute Aristide Cavaillé-Coll eine neue Orgel in das vorhandene Barockgehäuse auf der Empore im hinteren Teil der Kirche ein. Sie verfügt über 24 Register auf zwei Manualen und Pedal.
Disposition:
| I Grand-Orgue         |     |
| Principal             | 16' |
| Montre                | 8'  |
| Bourdon               | 8'  |
| Flûte harmonique      | 8'  |
| Viole de gambe        | 8'  |
| Prestant              | 4'  |
| Octave                | 4'  |
| Doublette             | 2'  |
| Plein-jeu harmonique0 | V   |
| Basson                | 16' |
| Trompette             | 8'  |
| Clairon               | 4'  |

| II Récit expressif |    |
| Flûte traversière  | 8' |
| Viole de gambe     | 8' |
| Voix céleste       | 8' |
| Flûte octaviante   | 4' |
| Octavin            | 2' |
| Trompette          | 8' |
| Basson-hautbois0   | 8' |
| Voix humaine       | 8' |

| Pédale    |     |
| Soubasse  | 16' |
| Flûte     | 08' |
| Bombarde  | 16' |
| Trompette | 08' |